# 包囲
包囲（ほうい、英: envelopment、surrounding）とは敵の脆弱な側面や背後に対して戦力を機動させようとする攻撃の形態の一つである。

## 概要
包囲とは正面攻撃や突撃という他の攻撃の形態に対して敵の正面よりも戦力が脆弱となる側面や背後に対して戦力を志向する攻撃の形態である。戦力を敵の側面に差し向ける包囲は戦力を前面に集中させる正面攻撃に比べれば危険を伴うが、敵に決定的な損害を与えることが可能な攻撃方法として実践されてきた。包囲は基本的に一翼包囲（single envelopment）と両翼包囲（double envelopment）に区別することができる。一翼包囲とは一つの側面に対する包囲であり、敵の正面に対して支隊による攻撃に加えるだけでなく、主力で敵の側面の一つを攻撃する包囲である。このような包囲が行われた戦史にレウクトラの戦い、ロイテンの戦い、第二次ブルランの戦いなどがある。両翼包囲とは二つの側面に対する包囲であり、敵の正面に対して支隊が攻撃を加えて敵を拘束しつつ、両翼から主力を以って敵の側面に攻撃を加える包囲の方法である。このような包囲が成功した戦史としてはマラトンの戦い、カンナエの戦い、ザマの戦い、カウペンスの戦いなどが挙げられる。